# Aniela od Krzyża
Aniela od Krzyża, właśc. María de los Ángeles Guerrero González ur. 30 stycznia 1846 w Sewilli, zm. 2 marca 1932 tamże) – hiszpańska zakonnica, święta Kościoła katolickiego.

## Życiorys
Urodziła się wielodzietnej rodzinie. Aby utrzymać rodzinę, przerwała naukę i rozpoczęła pracę w fabryce. Chciała wstąpić do zakonu karmelitanek, jednak jej nie przyjęto. W 1865, mając 19 lat, została przyjęta do zakonu, ale ciężko zachorowała i musiała opuścić klasztor. Po powrocie do zdrowia opiekowała się chorymi w czasie epidemii cholery. Mając 22 lata, w 1868 wstąpiła do klasztoru Sióstr Miłosierdzia, jednak znowu zachorowała i opuściła zakon. 2 sierpnia 1875 założyła Zgromadzenie Sióstr od Krzyża (hiszp. Las Hermanas de la Compañía de la Cruz). Zmarła w opinii świętości.
12 lutego 1976 roku papież Paweł VI ogłosił dekret o heroiczności jej cnót. Została beatyfikowana przez papieża Jana Pawła II 5 listopada 1982 w Sewilli (podczas pierwszej pielgrzymki papieża do Hiszpanii), a kanonizowana także przez papieża Jana Pawła II 4 maja 2003 w Madrycie (podczas piątej pielgrzymki papieża do Hiszpanii).